# لینداماگی

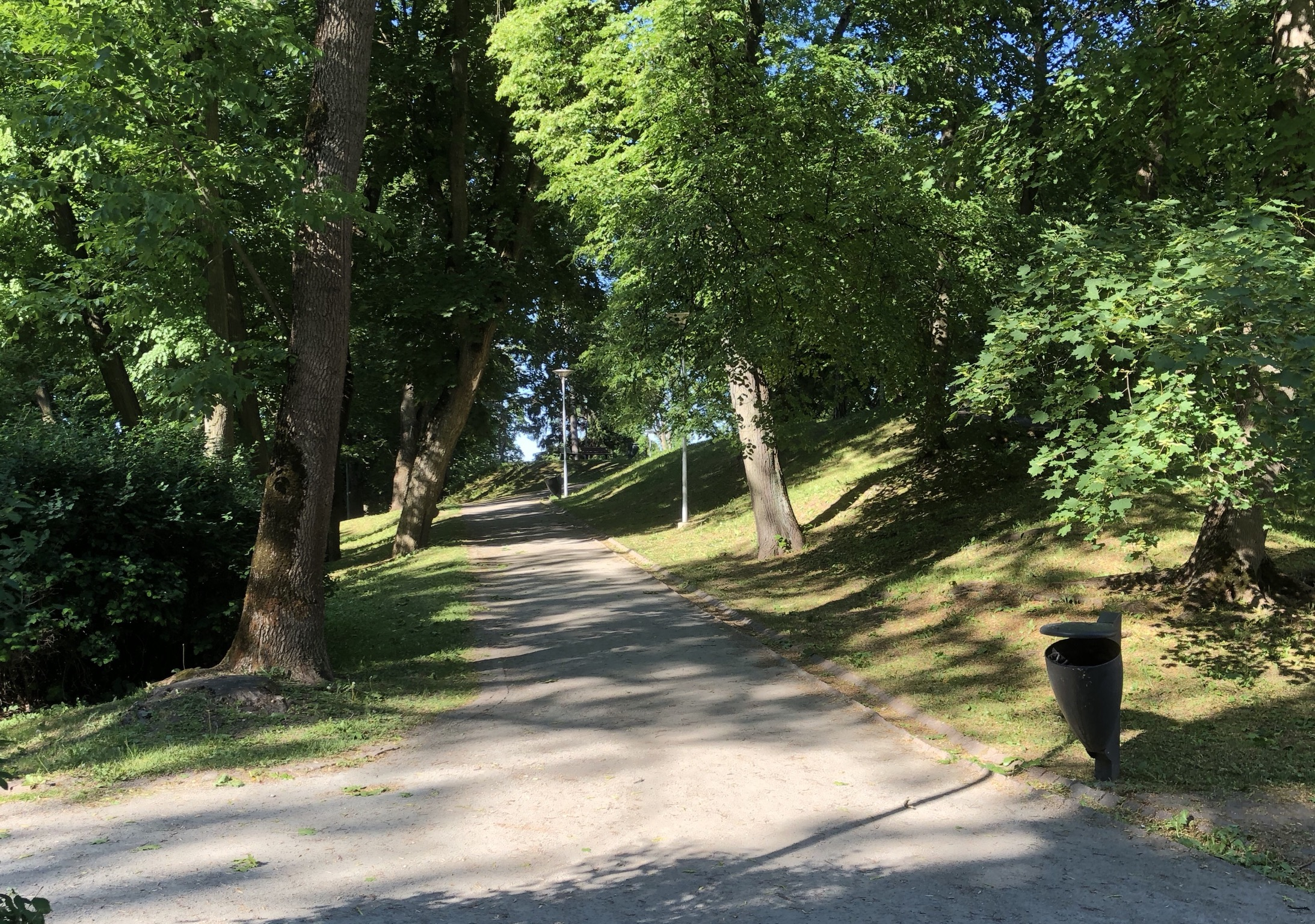
لینداماگی (ژوئن ۲۰۱۸)

لینداماگی (به استونیایی: Lindamägi) یک پارک در شهر تالین، استونی است.
این پارک در استجکامات سوئدی واقع شده‌است. استحکامات سوئدی در دهه ۱۶۹۰ ساخته شده بود و در دهه ۱۸۵۰ به پارک تغییر یافت.

## نگارخانه

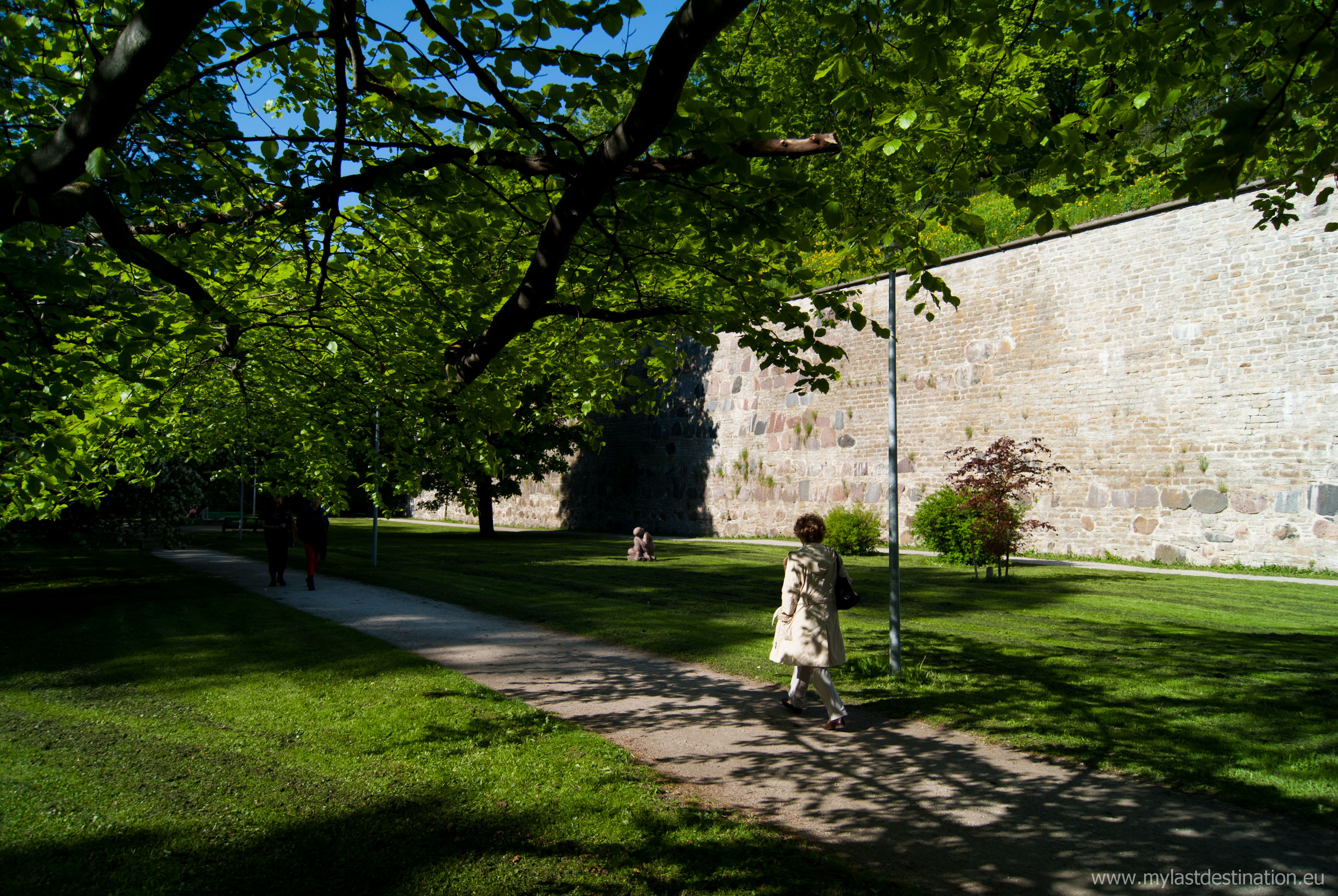
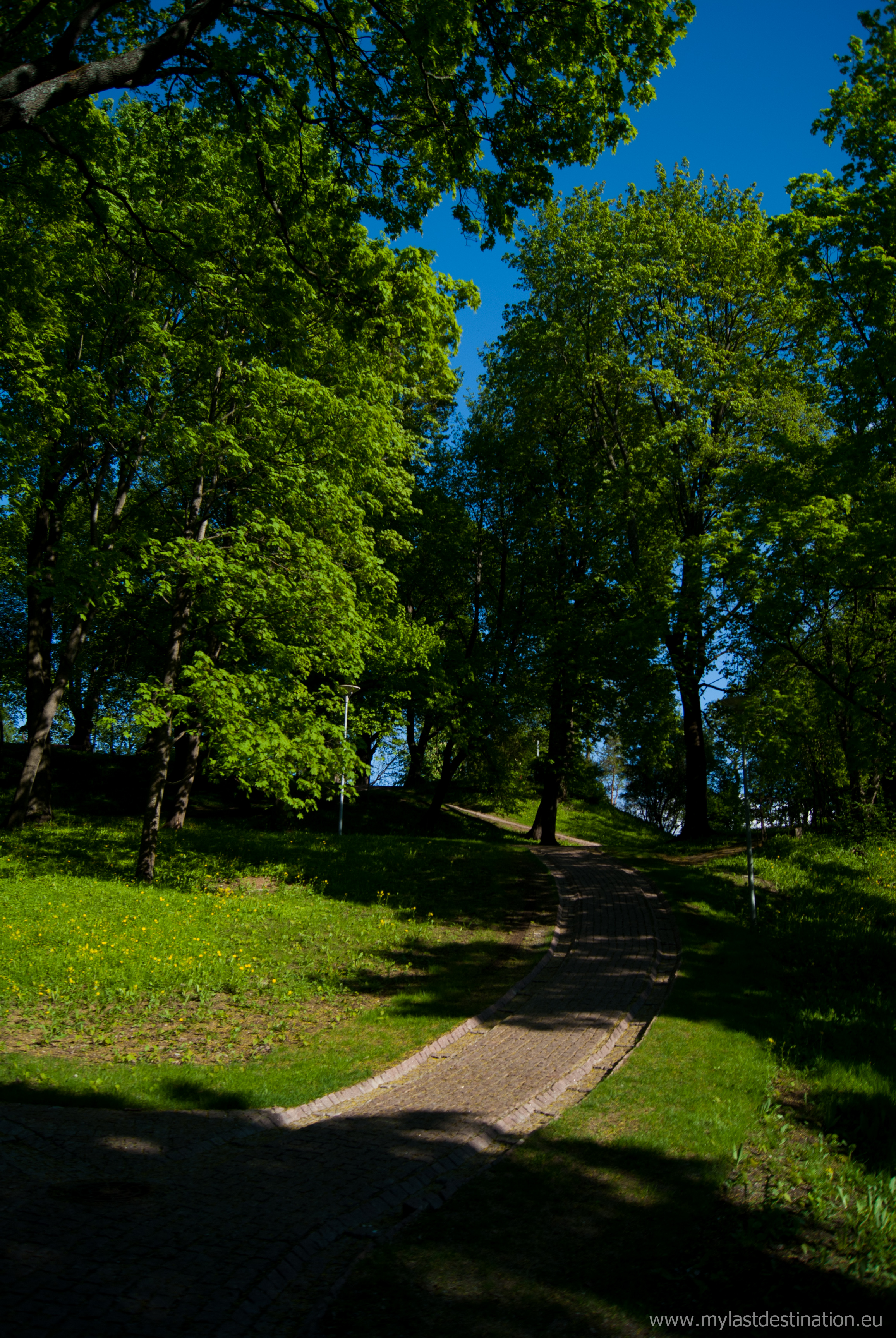
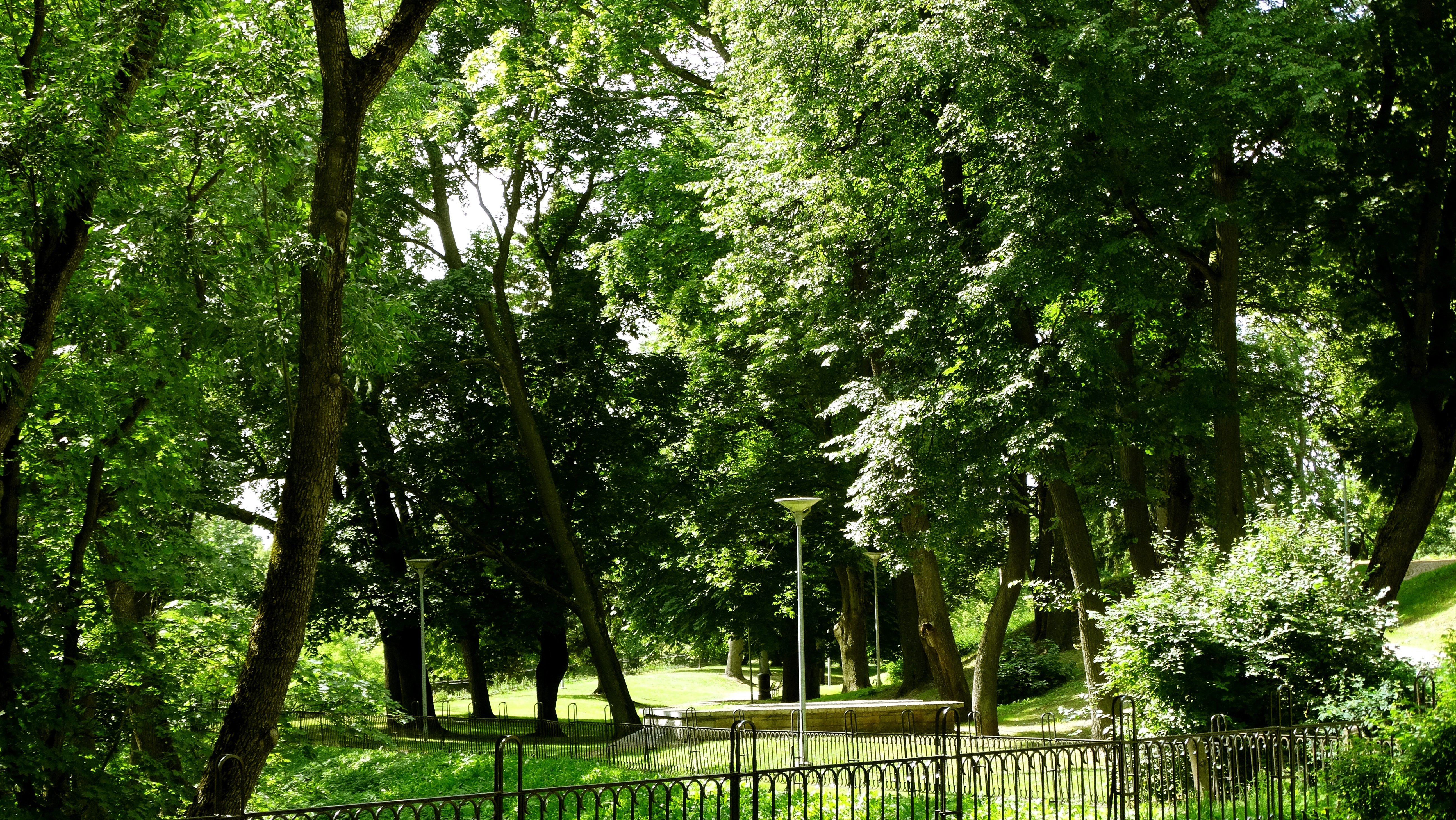
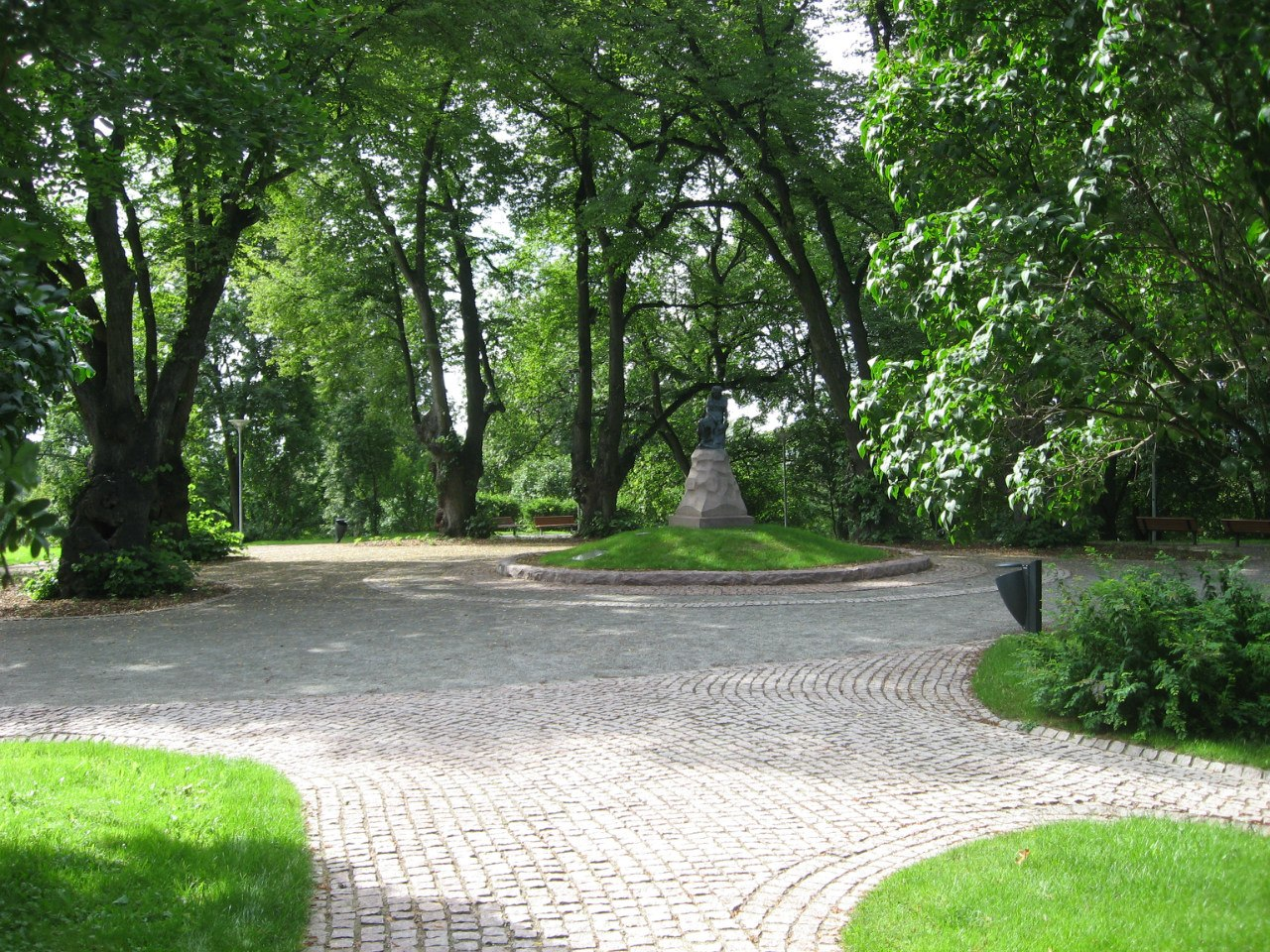
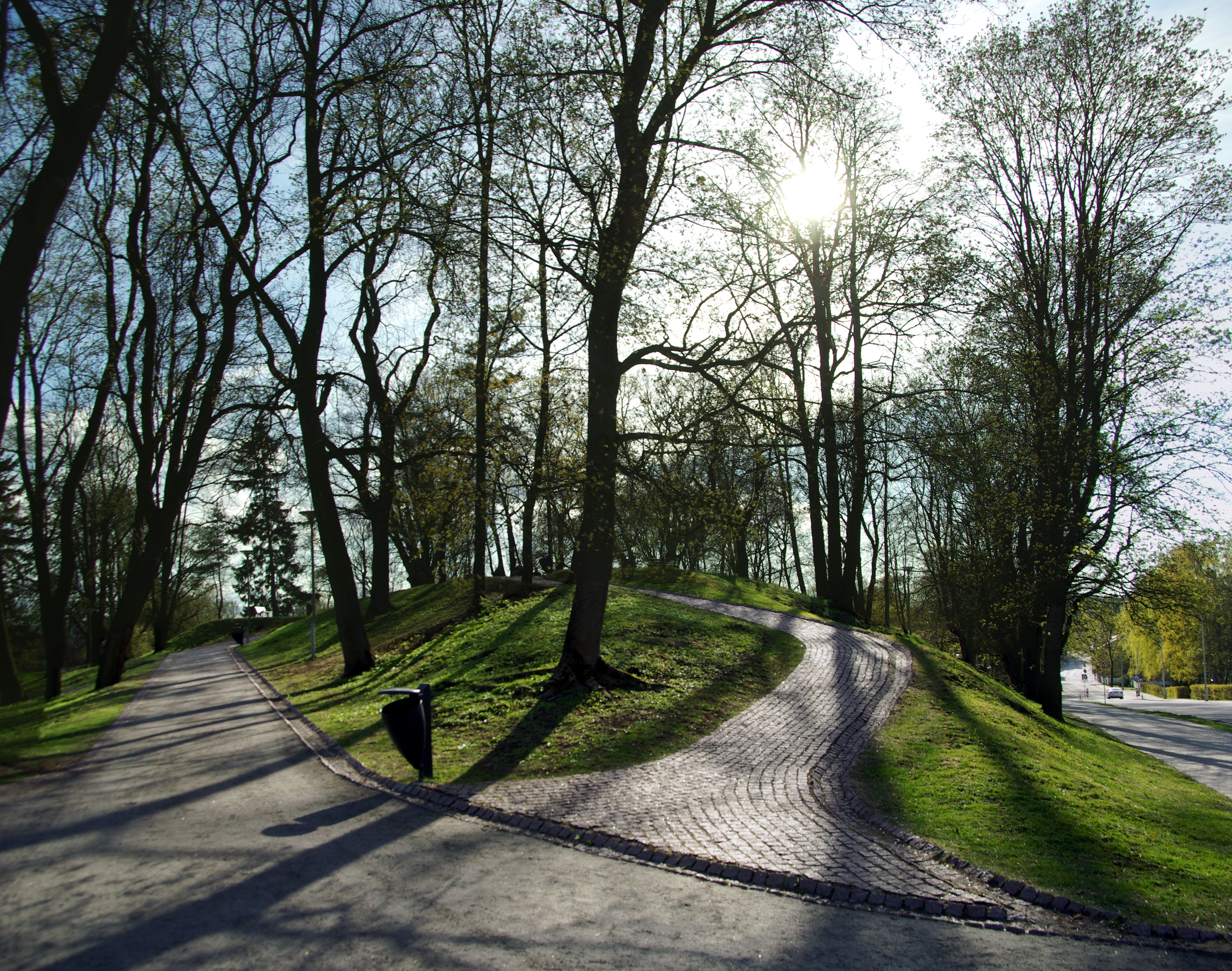